# Ozero Gorodisjtjenskoje
Ozero Gorodisjtjenskoje (ryska: Озеро Городищенское) är en sjö i Belarus.   Den ligger i voblasten Brests voblast, i den centrala delen av landet, 210 km söder om huvudstaden Minsk. Ozero Gorodisjtjenskoje ligger 130 meter över havet. Arean är 0,75 kvadratkilometer. Den sträcker sig 1,5 kilometer i nord-sydlig riktning, och 1,4 kilometer i öst-västlig riktning.
Omgivningarna runt Ozero Gorodisjtjenskoje är en mosaik av jordbruksmark och naturlig växtlighet. Runt Ozero Gorodisjtjenskoje är det ganska tätbefolkat, med 58 invånare per kvadratkilometer.